# Sciapus nitidifacies
Sciapus nitidifacies är en tvåvingeart som beskrevs av Octave Parent 1934. Sciapus nitidifacies ingår i släktet Sciapus och familjen styltflugor. Inga underarter finns listade i Catalogue of Life.